# Vítor Melo Pereira
Vítor Manuel Melo Pereira (* 21. April 1957 in Lissabon) ist ein ehemaliger portugiesischer Fußballschiedsrichter.

## Werdegang
Melo Pereira leitete ab Ende der 1980er Jahre Spiele in der Primeira Liga, ab 1992 stand er zudem bei Europapokalpartien auf dem Feld und avancierte zum bei Länderspielen eingesetzten FIFA-Schiedsrichter. Bei der Weltmeisterschaft 1998 gehörte er ebenso wie vier Jahre später bei der Weltmeisterschaft 2002 zu den UEFA-Vertretern. Dabei kam er in jeweils zwei Endrundenspielen zum Einsatz. Dazwischen war er auch bei der Europameisterschaft 2000 am Start.
2001 leitete Melo Pereira das Aufeinandertreffen des FC Bayern München und des FC Liverpool im UEFA Super Cup, im UEFA-Pokal 2001/02 pfiff er das Endspiel zwischen Feyenoord Rotterdam und Borussia Dortmund. 
Ende 2020 galt Melo Pereira als Kandidat für die Leitung des Schiedsrichterwesens in Tschechien in Folge eine Bestechungsskandals, zuvor war er im Auftrag der FIFA in analoger Mission bereits in Griechenland und Brasilien tätig gewesen. 2021 übernahm er von Viktor Kassai die Leitung des Schiedsrichterwesens beim Rossijski Futbolny Sojus, im März 2022 gab er das Amt nach Beginn des russischen Angriffskriegs auf die Ukraine wieder auf.